# Étoile Mulhouse
Étoile Mulhouse ist ein französischer Fußballverein aus der elsässischen Großstadt Mülhausen (französisch Mulhouse) im Département Haut-Rhin.

## Geschichte
Étoile Mulhouse wurde 1922 im Mülhauser Stadtteil Dornach von Eisenbahnern gegründet. Der Verein spielte in der Zeit vor dem Zweiten Weltkrieg nur unterklassig.
Während der deutschen Besetzung Frankreichs im Zweiten Weltkrieg von 1940 bis 1944 nahmen die Fußballvereine aus Elsaß-Lothringen am Spielbetrieb des Deutschen Reichs teil. Étoile Mulhouse trat in  dieser Zeit unter seinem deutschen Namen FC Stern Mülhausen an und schaffte 1941 den Aufstieg in die Gauliga Elsaß. Ein zehnter Platz am Ende der Spielzeit 1941/42 führte zum Abstieg in die Bezirksklasse. Seit 1945 spielte der Verein wieder als Étoile Mulhouse im elsässischen Ligensystem.
Seit 1945 spielt der Verein wieder als Étoile Mulhouse im französischen Ligensystem. In der Spielzeit 1946/47 gehörte der Verein der damals höchsten französischen Regionalklasse, der elsässischen Ehrendivision (Division d´Honneur Alsace) an, spielte seitdem aber nur noch in unterklassigen Ligen auf Departementebene. Von 1962 bis 2014 hieß der Verein SREG Mulhouse (Sport Réunis Electricité Gaz Mulhouse).
In der wegen der COVID-19-Pandemie vorzeitig abgebrochenen Saison 2019/20 spielte Étoile Mulhouse in der elsässischen Liga District 3, die zur elften französischen Ligenebene gehört.